# Densign White
Densign White (* 21. prosinec 1961 Wolverhampton) je bývalý britský zápasník – judista tmavé pleti a anglické národnosti.

## Sportovní kariéra
S judem začínal ve 12 letech v rodném Wolverhamptonu pod vedením Maca Abbotse a Dave Brookse. V začátcích své sportovní kariéry ho limitovala různá zranění. V roce 1984 se však dokázal připravit a vybojoval si účast na olympijských hrách v Los Angeles. Byl představitel klasické judistické školy s krásným aši-waza, ale neuměl své judo proti takticky bojujícím soupeřům prodat. Pokud skončil zápas nerozhodně rozhodčí téměř vždy hlasovali proti němu. Na olympijských hrách v Los Angeles hlasovali ve čtvrtfinále pro Američana Roberta Berlanda. V roce 1988 na olympijských hrách v Soulu opět ve čtvrtfinále hlasovali pro Sověta Vladimira Šestakova. V roce 1992 na olympijských hrách v Barceloně zvedli praporky pro Korejce Jang Čong-oka. Sportovní kariéru ukončil v roce 1993. Věnuje se funkcionářským činnostem v oblasti sportu. Řadu let byl sportovním ředitelem Evropské judistické unie (EJU).

## Výsledky
| Turnaj             | 1980    | 1981    | 1982    | 1983    | 1984    | 1985    | 1986    | 1987    | 1988    | 1989    | 1990    | 1991    | 1992    |
| Turnaj             | 19      | 20      | 21      | 22      | 23      | 24      | 25      | 26      | 27      | 28      | 29      | 30      | 31      |
| Turnaj             | střední | střední | střední | střední | střední | střední | střední | střední | střední | střední | střední | střední | střední |
| ------------------ | ------- | ------- | ------- | ------- | ------- | ------- | ------- | ------- | ------- | ------- | ------- | ------- | ------- |
| Olympijské hry     | —       |         |         |         | 5.      |         |         |         | 5.      |         |         |         | úč.     |
| Mistrovství světa  |         | —       |         | —       |         | —       |         | 3.      |         | 5.      |         | úč.     |         |
| Mistrovství Evropy | —       | —       | —       | —       | úč.     | —       | úč.     | 2.      | 2.      | 5.      | 3.      | 5.      | —       |
| ME juniorů         | 3.      |         |         |         |         |         |         |         |         |         |         |         |         |